# Amber (cantora)
Amber (nascida Marie-Claire Cremers, Ubbergen, 17 de setembro de 1969) é uma cantora, compositora e produtora-musical holandesa criada na Alemanha. Seus maiores sucessos incluem "This Is Your Night", "If You Could Read My Mind" e "Sexual (Li Da Di)". Em dezembro de 2016, a Billboard a classificou como a 34ª artista de dance music de maior sucesso de todos os tempos.

## Discografia

### Álbuns
- This Is Your Night (Tommy Boy Records, 1996)
- Amber (Tommy Boy Records, 1999)
- Remixed (Tommy Boy Records, 1999)
- Naked (Tommy Boy Records, 2002)
- My Kind of World (JMCA, 2004)
- Undanced II (JMCA, 2007)

### Singles
- 2007 — Melt With the Sun
- 2006 — Just Like That
- 2005 — Voodoo
- 2004 — You Move Me
- 2003 — Anyway (Men Are from Mars)
- 2002 — The Need to Be Naked
- 2001 — Yes!
- 2000 — Above the Clouds
- 2000 — Love One Another
- 1999 — Sexual (Li Da Di)
- 1998 — If You Could Read My Mind (com participação de Ultra Naté e Jocelyn Enriquez)
- 1997 — One More Night
- 1996 — Colour of Love
- 1996 — This Is Your Night